# Paper First
Paper First è una casa editrice italiana, fondata nel 2016 da Il Fatto Quotidiano.

## Storia
Casa editrice de il Fatto Quotidiano, Paper First è diretta da Marco Travaglio, con editor Alessandro Zardetto. Tra le pubblicazioni due libri di Vasco Rossi: Da rocker a rockstar e Vasco Mondiale.

## Pubblicazioni
Elenco pubblicazioni Paper First:
| N°  | Titolo                                                                   | Autore                                            | Anno |
| --- | ------------------------------------------------------------------------ | ------------------------------------------------- | ---- |
| 1   | Il potere dei segreti                                                    | Marco Lillo                                       | 2016 |
| 2   | Il Fatto Personale                                                       | Antonio Padellaro                                 | 2016 |
| 3   | I nuovi re di Roma                                                       | Il Fatto Quotidiano                               | 2016 |
| 4   | Perché No                                                                | Marco Travaglio e Silvia Truzzi                   | 2016 |
| 5   | Scippo di Stato                                                          | Daniele Martini                                   | 2016 |
| 6   | La Repubblica tradita                                                    | Giovanni Valentini                                | 2016 |
| 7   | Buono! Dove mangiano i grandi cuochi                                     | Francesco Priano e Luca Sommi                     | 2016 |
| 8   | Orgoglio e vitalizio                                                     | Primo Di Nicola                                   | 2017 |
| 9   | Mani pulite 25 anni dopo                                                 | Gianni Barbacetto, Marco Travaglio, Peter Gomez   | 2017 |
| 10  | Trump power                                                              | Furio Colombo                                     | 2017 |
| 11  | Giustizialisti                                                           | Piercamillo Davigo e Sebastiano Ardita            | 2017 |
| 12  | Di padre in figlio                                                       | Marco Lillo                                       | 2017 |
| 13  | Vasco da rocker a rockstar                                               | Michele Monina e Vasco Rossi                      | 2017 |
| 14  | La profezia del Don                                                      | Don Andrea Gallo e Loris Mazzetti                 | 2017 |
| 15  | Il disobbediente                                                         | Andrea Franzoso                                   | 2017 |
| 16  | Vasco mondiale                                                           | Michele Monina e Vasco Rossi                      | 2017 |
| 17  | Morte Dei Paschi                                                         | Elio Lannutti e Franco Fracassi                   | 2017 |
| 18  | Renzusconi                                                               | Andrea Scanzi                                     | 2017 |
| 19  | Lady Etruria                                                             | Davide Vecchi                                     | 2017 |
| 20  | B. come basta!                                                           | Marco Travaglio                                   | 2018 |
| 21  | Rivoluzione Youtuber                                                     | Andrea Amato e Matteo Maffucci                    | 2018 |
| 22  | Reddito di cittadinanza                                                  | Stefano Feltri                                    | 2018 |
| 23  | Matteo Salvini, il ministro della paura                                  | Antonello Caporale                                | 2018 |
| 24  | La repubblica delle stragi                                               | Salvatore Borsellino e altri                      | 2018 |
| 25  | Salvimaio                                                                | Andrea Scanzi                                     | 2018 |
| 26  | Enigate                                                                  | Claudio Gatti                                     | 2018 |
| 27  | Padrini Fondatori                                                        | Marco Lillo e Marco Travaglio                     | 2018 |
| 28  | Bloody Money                                                             | Fanpage                                           | 2018 |
| 29  | C'era una volta la Sinistra                                              | Antonio Padellaro e Silvia Truzzi                 | 2019 |
| 30  | Perché No TAV                                                            | AA.VV.                                            | 2019 |
| 31  | Io ci sarò ancora                                                        | Miguel Gotor                                      | 2019 |
| 32  | Il gesto di Almirante e Berlinguer                                       | Antonio Padellaro                                 | 2019 |
| 33  | Titanic. Come Renzi ha affondato la Sinistra                             | Chiara Geloni                                     | 2019 |
| 34  | Politicamente scorretto                                                  | Alessandro Di Battista                            | 2019 |
| 35  | Cosa nostra spiegata ai ragazzi                                          | Paolo Borsellino                                  | 2019 |
| 36  | Il peggio di me                                                          | Ismaele La Vardera                                | 2019 |
| 37  | Gotha                                                                    | Claudio Cordova                                   | 2019 |
| 38  | Il cazzaro verde                                                         | Andrea Scanzi                                     | 2019 |
| 39  | Da Rousseau alla piattaforma Rousseau                                    | Salvatore Cannavò                                 | 2019 |
| 40  | La Repubblica degli impuniti                                             | Peter Gomez, Valeria Pacelli, Giovanna Trinchella | 2019 |
| 41  | Piazza Fontana. I colpevoli                                              | Antonella Beccaria                                | 2019 |
| 42  | Cosa Nostra S.p.A.                                                       | Sebastiano Ardita                                 | 2020 |
| 43  | Sotto attacco                                                            | Michele Ruggiero                                  | 2020 |
| 44  | Salvini e/o Mussolini                                                    | Pietrangelo Buttafuoco                            | 2020 |
| 45  | La svendita di Autostrade                                                | Giorgio Ragazzi                                   | 2020 |
| 46  | I cazzari del virus                                                      | Andrea Scanzi                                     | 2020 |
| 47  | La strage e il miracolo                                                  | Antonio Padellaro                                 | 2020 |
| 48  | La casa di Paolo                                                         | Marco Lillo, Sara Loffredi                        | 2020 |
| 49  | Dossier Bologna                                                          | Antonella Beccaria                                | 2020 |
| 50  | La verità negata                                                         | Vincenzo Iurillo, Dario Vassallo                  | 2020 |
| 51  | L'oro delle mafie                                                        | Domenico Morace, Elio Veltri, Franco La Torre     | 2020 |
| 52  | Covid segreto                                                            | Alessandro Cecchi Paone, Pierpaolo Sileri         | 2020 |
| 53  | Eretici                                                                  | Tomaso Montanari                                  | 2020 |
| 54  | Magistropoli                                                             | Antonio Massari                                   | 2020 |
| 55  | Bugiardi senza gloria                                                    | Marco Travaglio                                   | 2020 |
| 56  | L'uomo nero delle stragi                                                 | Giovanni Vignali                                  | 2021 |
| 57  | Quarta mafia                                                             | Antonio Laronga                                   | 2021 |
| 58  | L'ultimo treno                                                           | Marco Ponti, Francesco Ramella                    | 2021 |
| 59  | Parassiti                                                                | Primo di Nicola, Antonio Pitoni, Ilaria Proietti  | 2021 |
| 60  | Il caso Khashoggi                                                        | Marco Lillo, Valeria Pacelli                      | 2021 |
| 61  | Contro!                                                                  | Alessandro di Battista                            | 2021 |
| 62  | I segreti del Conticidio                                                 | Marco Travaglio                                   | 2021 |
| 63  | Le Banane della Repubblica                                               | Pino Corrias                                      | 2021 |
| 64  | Dietro le stragi                                                         | Giuseppe Lo Bianco, Sandra Rizza                  | 2021 |
| 65  | ILLEGAL 2021/2022 - L'agenda della legalità                              | AA.VV.                                            | 2021 |
| 66  | I soldi della P2                                                         | Antonella Beccaria, Fabio Repici, Mario Vaudano   | 2021 |
| 67  | 7 cose di cui vergognarsi                                                | Antonio Padellaro                                 | 2021 |
| 68  | Sfascistoni                                                              | Andrea Scanzi                                     | 2021 |
| 69  | Il tesoro della Lega                                                     | Stefano Vergine                                   | 2021 |
| 70  | Sono nel vento - Bologna                                                 | Andrea Delmonte                                   | 2022 |
| 71  | Sono nel vento - Roma                                                    | Andrea Delmonte                                   | 2022 |
| 72  | Sono nel vento - Milano                                                  | Andrea Delmonte                                   | 2022 |
| 73  | Mani pulite. La vera storia (Ediz. aggiornata e ampliata)                | Gianni Barbacetto, Peter Gomez, Marco Travaglio   | 2022 |
| 74  | Santo Subito: Mario Draghi                                               | Giovanni La Torre                                 | 2022 |
| 75  | E ti vengo a cercare                                                     | Andrea Scanzi                                     | 2022 |
| 76  | Ucraina. La guerra e la storia                                           | Fabio Mini, Franco Cardini                        | 2022 |
| 77  | Visti da vicino (EDIZIONE AGGIORNATA E AMPLIATA)                         | Alessandra Ziniti, Francesco Viviano              | 2022 |
| 78  | ILLEGAL 2022/2023 - L'agenda della legalità                              | AA.VV.                                            | 2022 |
| 79  | Ucraina. Critica della politica internazionale                           | Alessandro Orsini                                 | 2022 |
| 80  | Ostinati e contrari                                                      | Alessandro di Battista                            | 2022 |
| 81  | Il Monarca                                                               | AA.VV.                                            | 2022 |
| 82  | Senza giri di boa                                                        | AA.VV.                                            | 2022 |
| 83  | Libere                                                                   | Martina Castigliani                               | 2022 |
| 84  | A sinistra. Da capo                                                      | Goffredo Bettini                                  | 2022 |
| 85  | Infinite Reich                                                           | Daniele Luttazzi                                  | 2022 |
| 86  | E pensare che c'era Giorgio Gaber                                        | Andrea Scanzi                                     | 2022 |
| 87  | Diete e bugie                                                            | Massimiliano Andreetta                            | 2022 |
| 88  | U SICCU. Matteo Messina Denaro, l’ultimo capo corleonese                 | Lirio Abbate                                      | 2023 |
| 89  | L'Europa in guerra                                                       | Fabio Mini                                        | 2023 |
| 90  | Scemi di guerra                                                          | Marco Travaglio                                   | 2023 |
| 91  | Satira Madre                                                             | Riccardo Mannelli                                 | 2023 |
| 92  | Confessioni di un ex elettore                                            | Antonio Padellaro                                 | 2023 |
| 93  | Lucio Battisti. Il genio invisibile                                      | Andrea Scanzi                                     | 2023 |
| 94  | Democrazia tradita                                                       | Marco Revelli, Roberto Bertoni                    | 2023 |
| 95  | Il Santo                                                                 | Marco Travaglio                                   | 2023 |
| 96  | Destra e sinistra.                                                       | Domenico de Masi                                  | 2023 |
| 97  | Fuori gioco                                                              | Antonio Massari, Gianluca Zanella                 | 2023 |
| 98  | La pretesa del comando                                                   | Sandra Bonsanti, Stefania Limiti                  | 2023 |
| 99  | Pane e politica                                                          | Matteo Ricci                                      | 2023 |
| 100 | Israele e i palestinesi in poche parole                                  | Marco Travaglio                                   | 2023 |
| 101 | La sciagura. Giorgia Meloni e il suo governo disastroso                  | Andrea Scanzi                                     | 2023 |
| 102 | Golpe di Stato                                                           | Antonella Beccaria                                | 2024 |
| 103 | Vizio capitale                                                           | Giuseppe Pietrobelli                              | 2024 |
| 104 | L'occidente e il nemico permanente                                       | Elena Basile                                      | 2024 |
| 105 | Scomode verità                                                           | Alessandro di Battista                            | 2024 |
| 106 | Ucraina/Palestina. Il terrorismo di Stato nelle relazioni internazionali | Alessandro Orsini                                 | 2024 |
| 107 | Il vaso di Pandoro. Ascesa e caduta dei Ferragnez                        | Selvaggia Lucarelli                               | 2024 |
| 108 | Attraversamenti                                                          | Goffredo Bettini                                  | 2024 |
| 109 | Perdere Senna                                                            | Giorgio J. Squarcia                               | 2024 |
| 110 | Solo la verità lo giuro                                                  | Antonio Padellaro                                 | 2024 |
| 111 | Rimbambiden                                                              | Roberto Zanni                                     | 2024 |
| 112 | L'importanza di chiamarsi Giorgia                                        | Stefano Disegni                                   | 2024 |
| 113 | Conversazioni sul futuro                                                 | Domenico De Masi e Giulio Gambino                 | 2024 |
| 114 | Il Narcos                                                                | Daniela De Crescenzo e Tommaso Montanino          | 2024 |
| 115 | Non sai cos'è successo...                                                | Alessandro Ferrucci                               | 2024 |
| 116 | ...Continuavano a chiamarla sciagura                                     | Andrea Scanzi                                     | 2024 |
| 117 | Ucraina, Russia e Nato in poche parole                                   | Marco Travaglio                                   | 2024 |
| 118 | Il Papa deve morire                                                      | Ezio Gavazzeni                                    | 2025 |
| 119 | Contro Milano                                                            | Gianni Barbacetto                                 | 2025 |
| 120 | Fratelli di chat                                                         | Giacomo Salvini                                   | 2025 |
| 121 | I documenti della Falange Armata                                         | Giovanni Spinosa, Giorgio Mezzetti                | 2025 |
| 122 | Contro i giganti                                                         | Massimiliano Vucetich                             | 2025 |
| 123 | Casa Bianca-Italia                                                       | Alessandro Orsini                                 | 2025 |
| 124 | Antifascisti immaginari                                                  | Antonio Padellaro                                 | 2025 |
| 125 | Il rottamato                                                             | Daniela Ranieri                                   | 2025 |
| 126 | Leone XIV                                                                | Giorgio Dell'Arti                                 | 2025 |
| 127 | Solo amore                                                               | Luca Sommi                                        | 2025 |
| 128 | Democrazia deviata                                                       | Alessandro di Battista                            | 2025 |
| 129 | Il biennio di sangue                                                     | Luca Tescaroli                                    | 2025 |